# Monte Monega - Monte Prearba
Monte Monega - Monte Prearba este o arie protejată (arie specială de conservare — SAC, sit de importanță comunitară — SCI) din Italia întinsă pe o suprafață de 3.670 ha, integral pe uscat.

## Localizare
Centrul sitului Monte Monega - Monte Prearba este situat la coordonatele 44°01′45″N 7°48′47″E / 44.0292°N 7.8131°E.

## Înființare
Situl Monte Monega - Monte Prearba a fost declarat sit de importanță comunitară în iunie 1995 pentru a proteja 1 specie de plante și 52 de specii de animale. Situl a fost protejat și ca arie specială de conservare în iunie 2015.

## Biodiversitate
Situată în ecoregiunea alpină, aria protejată conține 15 habitate naturale: Liziere de ierburi înalte hidrofile de câmpie și de nivel montan până la alpin, Fânețe de joasă altitudine (Alopecurus pratensis, Sanguisorba officinalis), Pante stâncoase calcaroase cu vegetație casmofită, Păduri de fag Luzulo-Fagetum, Grohotișuri termofile și vest-mediteraneene, Pajiști carstice calcaroase sau bazofile, de Alysso-Sedion albi, Pajiști uscate europene, Peșteri inaccesibile publicului, Pajiști uscate seminaturale și facies de acoperire cu tufișuri pe substraturi calcaroase (Festuco-Brometalia) (* situri importante pentru orhidee), Păduri de Castanea sativa, Roci stâncoase cu vegetație pionieră de Sedo-Scleranthion sau Sedo albi-Veronicion dillenii, Păduri aluvionare cu Alnus glutinosa și Fraxinus excelsior (Alno-Padion, Alnion incanae, Salicion albae), Păduri de stejar alb estice, Formațiuni ierboase bogate în specii de Nardus, dezvoltate pe substraturi silicioase în zone montane (și în zone submontane, în Europa continentală), Pajiști alpine și subalpine calcaroase.
La baza desemnării sitului se află mai multe specii protejate:
- plante (1): Gentiana ligustica
- păsări (45): uliu păsărar (Accipiter nisus), ciocârlie-de-câmp (Alauda arvensis), potârnichea de stâncă (Alectoris graeca saxatilis), Alectoris rufa, fâsă-de-câmp (Anthus campestris), fâsă de pădure (Anthus trivialis), acvilă de munte (Aquila chrysaetos), buha (Bubo bubo), caprimulg (Caprimulgus europaeus), sticlete (Carduelis carduelis), șerpar (Circaetus gallicus), erete cenușiu (Circus pygargus), botgros (Coccothraustes coccothraustes), corb (Corvus corax), cristeiul de câmp (Crex crex), cuc (Cuculus canorus), ciocănitoare pestriță mare (Dendrocopos major), presură sură (Emberiza calandra), presură de munte (Emberiza cia), presură de grădină (Emberiza hortulana), măcăleandru (Erithacus rubecula), șoim călător (Falco peregrinus), vânturel roșu (Falco tinnunculus), cinteză (Fringilla coelebs), gaiță (Garrulus glandarius), sfrâncioc roșiatic (Lanius collurio), câneparul (Linaria cannabina), Lyrurus tetrix tetrix, mierlă de piatră (Monticola saxatilis), codobatură de munte (Motacilla cinerea), pițigoi mare (Parus major), pițigoi de brădet (Periparus ater), viespar (Pernis apivorus), codroș de munte (Phoenicurus ochruros), pitulice de munte (Phylloscopus bonelli), pitulice de munte (Phylloscopus collybita), ciocănitoarea verde (Picus viridis), Pyrrhocorax pyrrhocorax, mărăcinar negru (Saxicola torquatus), sitar de pădure (Scolopax rusticola), silvie cu cap negru (Sylvia atricapilla), pănțărușul (Troglodytes troglodytes), mierlă (Turdus merula), sturz-cântător (Turdus philomelos), sturzul de vâsc (Turdus viscivorus)
- amfibieni (1): Speleomantes strinatii
- mamifere (4): lupul (Canis lupus), liliacul mediteranean cu potcoavă (Rhinolophus euryale), liliacul mare cu potcoavă (Rhinolophus ferrumequinum), liliacul mic cu potcoavă (Rhinolophus hipposideros)
- nevertebrate (2): Austropotamobius pallipes, Euplagia quadripunctaria

Pe lângă speciile protejate, pe teritoriul sitului au mai fost identificate 71 de specii de plante, 1 specie de păsări, 2 specii de amfibieni, 6 specii de mamifere, 13 specii de nevertebrate, 3 specii de reptile.